# Justin Drescher
Justin Drescher (* 1. Januar 1988 in Colorado Springs, Colorado) ist ein ehemaliger US-amerikanischer American-Football-Spieler auf der Position des Long Snappers. Er spielte bei den New Orleans Saints sowie den Arizona Cardinals in der National Football League (NFL).

## College
Drescher besuchte die University of Colorado Boulder und spielte für deren Mannschaft, die Buffaloes, College Football.

## NFL

### Atlanta Falcons
Drescher fand beim NFL Draft 2010 keine Berücksichtigung, wurde aber danach von den Atlanta Falcons als Free Agent verpflichtet, allerdings noch während der Saisonvorbereitung wieder entlassen.

### New Orleans Saints
Am 22. November 2010 wurde Drescher von den New Orleans Saints unter Vertrag genommen. Er ersetzte Jake Ingram, der nach nur einem Spiel gefeuert wurde.
Drescher wurde Ende August 2017 wenige Tage nach der Verpflichtung von Jon Dorenbos entlassen.

### Arizona Cardinals
Im Oktober 2017 wurde Drescher von den Arizona Cardinals verpflichtet, nachdem sich Aaron Brewer das Handgelenk gebrochen hatte, nach dessen Rückkehr im Dezember wurde er wieder entlassen.